# Limfoma de cèl·lules B
Els limfomes de cèl·lules B són tipus de limfomes que afecten els limfòcits B (cèl·lules B). Els limfomes són "càncers de la sang" als ganglis limfàtics. Es desenvolupen amb més freqüència en adults grans i en individus immunodeprimits.
Els limfomes de cèl·lules B inclouen tant els limfomes de Hodgkin com la majoria dels limfomes no hodgkinians. Normalment, es divideixen en graus baixos i alts, que normalment corresponen a limfomes de creixement lent i limfomes agressius, respectivament. Com a generalització, els limfomes de creixement lent responen al tractament i es mantenen sota control (en remissió) amb una supervivència a llarg termini de molts anys, però no es curen. Els limfomes agressius solen requerir tractaments intensius, i alguns tenen bones perspectives de curació permanent.
El pronòstic i el tractament depenen del tipus específic de limfoma, així com de l'estadi i grau. El tractament inclou radioteràpia i quimioteràpia. Els limfomes de cèl·lules B de creixement lent en fase inicial sovint es poden tractar només amb radioteràpia, sense recurrència a llarg termini. La malaltia agressiva en fase inicial es tracta amb quimioteràpia i sovint amb radioteràpia, amb una taxa de curació del 70 al 90%. De vegades, els limfomes de creixement lent en fase tardana no es tracten i es controlen fins que progressen. La malaltia agressiva en fase tardana es tracta amb quimioteràpia, amb taxes de curació superiors al 70%.

## Tipus
Hi ha nombrosos tipus de limfomes que impliquen les cèl·lules B. El sistema de classificació més utilitzat és la classificació de l'OMS:
Cinc representen gairebé tres de cada quatre pacients amb limfoma no hodgkinià:
- Limfoma difús de cèl·lules B grans (LDCBG)[3]
- Limfoma fol·licular
- Limfoma de cèl·lules B de la zona marginal (LCBZM) o limfoma de teixit limfàtic associat a mucoses (MALT)
- Limfoma limfocític petit (LLP, també conegut com a leucèmia limfocítica crònica, LLC)
- Limfoma de cèl·lules del mantell (LCM)